# Ebang-Minala (Sa'a)
Pour les articles homonymes, voir Ebang et Ebang-Minala.
Ebang-Minala est un village situé à 2 km de la ville de Sa'a, dans le département de la Lékié et la région du Centre au Cameroun.

## Géographie et population
Ebang-Minala est un village du groupement de Mbazoa dans l'arrondissement (commune) de Sa'a. Il est localisé sur la route qui lie les localités de Sa'a et Nsan Mendouga. Ses villages voisins sont par le sud le quartier Crat[Quoi ?], au nord par le village Essélé, à l'ouest par le village Mvog-onane et à l'est par Nkolmeseng. Les limites du village d'Ebang-Minala : au nord, la rivière Famena, au Sud, la rivière Ndono, à l'est, le village Nkolmekok et à l'ouest, la rivière Afamba.
À sa tête, Ebang-Minala a un chef traditionnel.
Le village est constitué d'une population de plus de 137 habitants en 1965. Ebang-Minala comptait 462 habitants lors du dernier recensement de 2005.

## Infrastructures
Le village dispose d'une chapelle, d'un stade de football, de la radio communautaire Radio M'mbali et d'un centre culturel depuis le 30 juin 2012. Ce centre culturel est le fruit d'une coopération entre l'association Kameroen Werkt et le centre de développement des loisirs (CEDEL). L'un des objectifs du centre est de servir de plate-forme de travail et d'échange pour les artistes qui créent l'art moderne et traditionnel.